# Salomé Afonso
Salomé Paulo Afonso (* 19. November 1997 in Lissabon) ist eine portugiesische Leichtathletin, die sich auf den Mittelstreckenlauf spezialisiert hat.

## Sportliche Laufbahn
Erste internationale Erfahrungen sammelte Salomé Afonso im Jahr 2013, als sie beim Europäischen Olympischen Jugendfestival in Utrecht im 400-Meter-Lauf mit 58,27 s in der ersten Runde ausschied.  Zwei Jahre später nahm sie über 800 Meter an den Junioreneuropameisterschaften in Eskilstuna teil, scheiterte aber auch dort mit 2:07,72 min im Vorlauf. 2016 erreichte sie bei den U20-Weltmeisterschaften in Bydgoszcz im 800-Meter-Lauf das Halbfinale und schied dort mit 2:08,09 min aus, während sie über 1500 Meter mit 4:22,68 min in der Vorrunde ausschied. Im Jahr darauf scheiterte sie dann bei den Leichtathletik-U23-Europameisterschaften 2017 in Bydgoszcz über 800 Meter mit 2:07,10 min in der ersten Runde. 2019 siegte sie bei den U23-Mittelmeerhallenmeisterschaften in Miramas über 800 Meter in 2:08,18 min und wurde anschließend bei den U23-Europameisterschaften in Gävle mit 4:25,78 min Fünfte im 1500-Meter-Lauf. Im Dezember erreichte sie bei den Crosslauf-Europameisterschaften in Lissabon mit der gemischten Staffel nach 18:29 min den sechsten Platz. 2021 qualifizierte sie sich über die Weltrangliste für die Olympischen Spiele in Tokio und schied dort mit 4:10,80 min in der Vorrunde aus.
2022 gewann sie bei den Ibero-Amerikanischen Meisterschaften in La Nucia mit 4:17,35 min die Bronzemedaille über 1500 Meter hinter den Spanierinnen Solange Pereira und Águeda Marqués und im Dezember wurde sie bei den Crosslauf-Europameisterschaften in Turin mit 17:56 min Zehnte in der Mixed-Staffel. Im Jahr darauf verpasste sie bei den Halleneuropameisterschaften in Istanbul mit 4:16,59 min den Finaleinzug über 1500 Meter und im August schied sie bei den Weltmeisterschaften in Budapest mit 4:06,55 min in der ersten Runde aus. 2024 belegte sie bei den Hallenweltmeisterschaften in Glasgow in 4:06,18 min den achten Platz und auch bei den Europameisterschaften im Juni in Rom gelangte sie mit 4:06,80 min auf Rang acht. Anschließend schied sie bei den Olympischen Sommerspielen in Paris mit 3:59,96 min im Halbfinale aus. Im Jahr darauf gewann sie bei den Halleneuropameisterschaften in Apeldoorn in 4:07,66 min die Silbermedaille hinter der Französin Agathe Guillemot. Zudem gewann sie im 3000-Meter-Lauf in 8:53,42 min die Bronzemedaille hinter der Irin Sarah Healy und Melissa Courtney-Bryant aus dem Vereinigten Königreich. Kurz darauf belegte sie bei den Hallenweltmeisterschaften in Nanjing in 4:07,67 min den achten Platz über 1500 Meter.
In den Jahren von 2015 bis 2018 sowie 2020 wurde Afonso portugiesische Meisterin im 800-Meter-Lauf im Freien sowie 2019, 2020 und 2023 über 1500 Meter. In der Halle siegte sie von 2015 bis 2017 über 800 Meter sowie 2019 und 2024 im 1500-Meter-Lauf.

## Persönliche Bestzeiten
- 800 Meter: 2:01,42 min, 28. August 2024 in Stettin
  - 800 Meter (Halle): 2:03,25 min, 27. Januar 2024 in Sabadell
- 1500 Meter: 3:59,96 min, 8. August 2024 in Paris
  - 1500 Meter (Halle): 4:05,04 min, 22. Februar 2025 in Pombal
  - 3000 Meter (Halle): 8:39,25 min, 4. Februar 2025 in Ostrava